# Ibrahim Babangida
Pour les articles homonymes, voir Babangida.
Ibrahim Babangida, né le 17 août 1941 à Minna dans l'État de Niger, est un général et homme d'État nigérian. Babangida a été à la tête de la junte qui dirigea le Nigeria du 27 août 1985 au 17 août 1993, date à laquelle il dut abandonner le pouvoir sous la pression de la rue.

## Biographie
En 1976, Ibrahim Babangida est nommé au sein du Conseil militaire suprême. En 1983, il soutient Muhammadu Buhari lors de son coup d'État, puis renverse ce dernier lors d'un nouveau coup d’État en 1985. Il reste le chef de l'État nigérian jusqu'en août 1993.
Depuis sa résidence perchée à Minna, Babangida a laisse se développer un système de favoritisme qui affecte tout le pays. Babangida est l'un des fondateurs du Parti démocratique populaire aux côtés d'autres généraux militaires de premier plan tels qu'Aliyu Mohammed Gusau. Ils auraient soutenu le général Olusegun Obasanjo lors de l'élection présidentielle nigériane de 1999 afin de se rapprocher du pouvoir.
En août 2006, Babangida a annoncé qu'il se présenterait à l'élection présidentielle nigériane de 2007. Il a dit qu'il le faisait « sous la bannière du peuple nigérian » et a accusé l'élite politique du pays d'alimenter la violence ethnique et religieuse au Nigéria. Le 8 novembre 2006, le général Babangida a récupéré un formulaire de candidature au siège du Parti démocratique populaire à Abuja. Cela a effectivement mis fin à toute spéculation sur ses ambitions de se présenter à la présidence. Son formulaire lui a été remis personnellement par le président du PDP, Ahmadu Ali. Cette action a immédiatement suscité des réactions extrêmes de soutien ou d'opposition du sud-ouest. En décembre, juste avant les primaires présidentielles, il a été largement rapporté dans les journaux nigérians que Babangida avait retiré sa candidature. Dans une lettre extraite des médias, IBB est cité comme citant le "dilemme moral" de se présenter contre Umaru Yar'Adua, le frère cadet de feu le général Shehu Yar'Adua, ainsi que contre le général Aliyu Mohammed Gusau, étant donné la fin de l'IBB. relation avec les deux derniers. Il est largement admis que ses chances de gagner étaient minces. 
En septembre 2010, Babangida a officiellement déclaré son intention de se présenter à la présidence lors de l'élection présidentielle de 2011 à Abuja, au Nigéria. Babangida a ensuite été exhorté par son entourage parmi les militaires à retirer sa candidature. Le président Goodluck Jonathan est ensuite devenu le candidat présidentiel du parti.
En 2015, après l'élection de son rival de longue date, le général Muhammadu Buhari à la présidence, Babangida a fait profil bas. En 2017, Babangida a subi une chirurgie correctrice. À 78 ans, il est considéré comme l'un des plus anciens hommes d'État. Il a appelé à un changement de régime politique pour permettre à une nouvelle génération de dirigeants de mettre fin au régime occupé par des militaires depuis 1966.